# 835 Olivia
835 Olivia, asteroid vanjskog glavnog pojasa. Otkrio ga je Max Wolf, 23. rujna 1916.

## Vanjske poveznice
- Minor Planet Center